# Poa alopecurus ssp. prichardii
Poa alopecurus ssp. prichardii là một phân loài cỏ trong họ hòa thảo, thuộc chi poa.